# Mr. Incredible
Robert "Bob" Parr (superheldennaam Mr. Incredible) is een fictieve superheld uit de Disney en Pixar film The Incredibles. Verder deed hij mee in enkele videospellen en strips gebaseerd op deze film. Zijn stem in de film werd gedaan door Craig T. Nelson.
Bob is een “klassieke” superheld met de meest bekende superkrachten: bovenmenselijke spierkracht en uithoudingsvermogen en extra sterke zintuigen.

## De film
Aan het begin van de film was Mr. Incredible een succesvolle superheld, totdat hij een man redde die zelfmoord wilde plegen. Dit leidde tot een groot aantal rechtszaken tegen superhelden, en dwong hem om met pensioen te gaan. In de 15 jaar die daarna verstrijken trouwt hij met Elastigirl, en krijgen ze drie kinderen.
15 jaar later werkt hij voor een verzekeringsbedrijf. Hij heeft het er duidelijk moeilijk mee dat hij geen held meer kan zijn. Hij probeert alsnog “heldendaden” te verrichten door mensen die volgens hem ten onrechte geen geld krijgen uitgekeerd te wijzen op mazen in de wetgeving, waarlangs ze toch hun geld kunnen krijgen. Wanneer zijn baas hierachter komt, ontslaat hij hem (vooral nadat Bob hem uit woedde door een paar muren gooit).
Samen met zijn vriend en ex-superheld Lucius (Frozone) gaat hij nog geregeld 's nachts op pad om in het geheim heldendaden te verrichten. Dan krijgt hij opeens van een mysterieuze vrouw (Mirage) een aanbod om op een eiland een losgeslagen robot uit te schakelen. Uiteraard tegen forse betaling. Wanhopig om zijn oude glorietijd weer te herleven, gaat hij akkoord. Hij schakelt de robot, de Omnidroid, uit. In de twee maanden daarna brengt hij zichzelf weer in vorm en gaat op meer missies voor Mirage.
Dan ontdekt hij bij een tweede bezoek aan het eiland dat niets is wat het lijkt. De Omnidroid is een creatie van een oude fan van hem, die nu bekendstaat als de superschurk Syndrome. Hij heeft al tientallen superhelden vermoord om de Omnidroid klaar te maken voor een gevecht met Mr. Incredible.
In de climax van de film vecht hij samen met zijn familie en Frozone tegen de Omnidroid om Syndrome’s plannen te stoppen. Ook doodt hij Syndrome door zijn auto naar diens jet te gooien, waardoor Syndrome in de rotor van de jet wordt gezogen.

## Krachten en vaardigheden
Mr. Incredible's primaire superkracht is bovenmenselijke spierkracht. In de film is o.a. te zien hoe hij locomotieven gebruikt als gewichten voor trainingen, stenen met enorme snelheid kan gooien en auto’s optilt. Vermoed wordt dat zijn kracht in zijn jonge jaren groter was dan op middelbare leeftijd. In het begin van de film kon hij ook vele verdiepingen omhoog springen, had zeer goede zwemvaardigheden en was zeer lenig.
Zijn tweede meest kenmerkende kracht was zijn uithoudingsvermogen. Hij kon enorme fysieke afstraffingen weerstaan zonder een schrammetje op te lopen, waaronder een val van meerdere verdiepingen hoog, de inslag van een trein en door muren worden gegooid.
Zijn derde superkracht zijn z’n verscherpte zintuigen. Hij kan zelfs gevaar in zekere mate “voelen” aankomen (zoals Spider-Man).
Het is niet bekend waar en hoe hij zijn krachten verkreeg, en ook over zijn verleden wordt maar weinig onthuld. Vermoed wordt dat hij geboren is met zijn krachten, zoals veel helden in het Incredible Universum.
In Syndrome’s database had Mr. Incredible een “gevaarcijfer” van 9.1, de hoogste score van een superheld in de database. Zijn bijnaam “the Hero’s Hero” doet vermoeden dat Mr. Incredible wordt gezien als een rolmodel voor andere superhelden in het Incredible universum, net zoals Superman in het DC Comics universum en Captain America in het Marvel Comics universum.

## Persoonlijkheid
Mr. Incredible was in zijn gloriedagen duidelijk in zijn element. Maar in de rest van de film verkeert hij in een soort midlife crisis. Hij kan snel geïrriteerd worden, en in zijn obsessie weer een held te worden ziet hij vaak niet wat er werkelijk gaande is om hem heen.
In de loop van de film leert hij hoe belangrijk zijn familie voor hem is. Dit is dan ook een van de plotwendingen in de film.

## Gebeurtenissen na de film

### Rise of The Underminer
In het videospel The Incredibles: Rise of the Underminer laat Mr. Incredible zijn familie de stad evacueren terwijl hij en Frozone de Underminer volgen naar zijn ondergrondse schuilplaats. Ze ontdekken de Underminers plan om de bovenwereld te veranderen in een wereld waar hij zich meer thuisvoelt met een machine genaamd de Magnomizer. In de rest van het spel moeten de spelers met het duo deze machine vernietigen en de Underminder verslaan. Mr. Incredible en Frozone zijn de enige bespeelbare personages in dit spel.

### Holiday Heroes
In de korte strip The Incredibles in Holiday Heroes kiest Mr. Incredible Mount Tiki Toki voor een familievakantie. Hier moeten ze samen met Frozone een actieve vulkaan stoppen. De uitbarsting dwingt hen tevens om elders op vakantie te gaan.

### A Magic Kingdom Adventure
Dit is een show van de "Disney on Ice" shows. Het verhaal volgt “Holiday Heroes”. In de show kiest de familie Walt Disney World als nieuwe locatie. In het park heeft Bob moeite om echt gevaar te onderscheiden van “gevaar” dat gewoon onderdeel is van een attractie. Zo vernield hij bij een boottochtje een alligator, die gewoon een animatron bleek te zijn. Uiteindelijk komt hij oog in oog te staan met een robotdubbelganger van Syndrome.

## The Incredibile
The Incredibile is Mr. Incredibles auto die te zien is in de openingsscène van de film. De auto is voorzien van allerlei snufjes die Mr. Incredible van nut kunnen zijn. Zo kan hij over water rijden, heeft een automatische piloot die politiewagens en automatisch deelneemt aan een achtervolging, een mechanisme dat Bob razendsnel kan omkleden van burgerkleding naar zijn superheldenkostuum.
Volgens een Dorling Kindersley informatieboek over de film is de auto verder voorzien van machinegeweren, microraketten, grijphaken en kabels, magnetische bommen en torpedo’s aan de voorkant. Aan de achterkant zitten oliespuiters, rookbommen en ook microraketten. De ramen van de auto zijn bestand tegen vrijwel alles van kogels tot explosies.
De banden van de auto zijn gemaakt om op elk soort terrein te rijden. Verder zijn ze bijna niet lek te krijgen.
De passagiersstoel voor in de auto is een schietstoel.
De Incredibile kan worden vermomd als een gewone auto.
Volgens het handboek was Mr. Incredible zeer zuinig op de auto, en was de auto het type wagen dat iedere superheld zou willen hebben.
Aan het eind van de film is het silhouet te zien van een nieuwe Incredibile voor de hele familie.

## Stem
De stem van Mr. Incredible voor alle twee de films en de Disney Infinity games is Craig T. Nelson. Voor de video games wordt Richard McGonagle gebruikt. 
De Nederlandse stem van Mr. Incredible is Peter Paul Muller. Voor de Nederlandse versie van de game Disney Infinity is dit Filip Bolluyt.

## Trivia
- Op de foto’s aan zijn muur heeft Mr. Incredible vaak een houding die gelijk is aan de poses van Superman uit de Golden Age van de strips.

- In het spel Rampage: Total Destruction lijkt een van de zakenmannen sterk op Mr. Incredible.